# Waiting for the Sun (album)
Waiting for the Sun is het derde album van The Doors. Het verscheen in juli 1968.

## Tracklist
Kant één
1. "Hello, I Love You (Won't You Tell Me Your Name?)" (2:22)
2. "Love Street" (3:06)
3. "Not to Touch the Earth" (3:54)
4. "Summer's Almost Gone" (3:20)
5. "Wintertime Love" (1:52)
6. "The Unknown Soldier" (3:10)

Kant twee
1. "Spanish Caravan" (2:58)
2. "My Wild Love" (2:50)
3. "We Could Be So Good Together" (2:20)
4. "Yes, The River Knows" (2:35)
5. "Five to One" (4:22)

## Medewerkers

### The Doors
- Jim Morrison – zang, percussie
- Ray Manzarek – orgel, piano, keyboards, handklap op My wild love
- Robby Krieger – gitaar, achtergrondzang, handklap op My Wild Love
- John Densmore – drumstel, achtergrondzang op My Wild Love

### Toegevoegde muzikanten
- Douglas Lubahn – basgitaar op de tracks 1-5, 7, 9, 10, 11
- Kerry Magness – basgitaar op track 6
- Leroy Vinnegar – dubbele bas op track 7

Alle nummers werden geschreven door The Doors. Als singles werden uitgebracht:
- "The Unknown Soldier"/"We Could Be So Good Together" (maart 1968)
- "Hello, I Love You"/"Love Street" (juni 1968)

Jim Morrison · Robby Krieger · Ray Manzarek · John Densmore